# Іркліївська загальноосвітня школа
Іркліївська ЗОШ І-ІІІ ступенів — середня загальноосвітня школа в селі Іркліїв Чорнобаївського району Черкаської області.

## Про школу
Нині школа об'єднує 14 класів, в яких навчається 250 учнів. Якісну освіту, систематичну виховну роботу забезпечує педагогічний колектив із 32 працівників. Кваліфікаційні категорії:
- вища категорія — 3
- перша — 18
- друга — 6
- «старший учитель» — 6
- «вчитель-методист» — 1

Очолює педагогічний колектив директор школи — Гриценко О.В. Заступник по навчально-виховній роботі — Пойда О. А. Заступник по виховній роботі — Жук Л. В. Педагог-організатор — Кот О. М.

## Історія
Історія Іркліївської ЗОШ розпочинається з 1875 року, коли в Ірклієві відкрилася земська школа, де 73 учнів навчав один учитель і його помічниця. Місце розташування школи, її назва та кількість учнів постійно змінювалися.
Нове приміщення школи відкрито в грудні 1961 року, кількість учнів становила 600 школярів. Проте місць усім школярам не вистачало, тому початкові класи були змушені навчатися в старому приміщенні. З 1 вересня 1962 року почала працювати Скородистицька 8-річна школа, і після її відкриття учні навчалися у двох школах: Скородистицькій 8-річній та Іркліївській середній. У 1976 році зроблено добудову школи, де розташувались шість класних кімнат та їдальня . У 1989 році в школі відкритий перший у районі комп'ютерний клас, у 2000 — встановлені комп'ютери нового покоління та під'єднано Інтернет. У 2007 році комп'ютеризовано історичний кабінет. З 1961 по 2010 рік зі стін Іркліївської загальноосвітньої школи випущено більше 2500 випускників. Серед них є вчені, академіки, лікарі, доктори наук, педагоги, працівники полів і ферм.

## Досягнення
У 1965 році трудові досягнення учнівської виробничої бригади Іркліївської школи відзначені Почесною грамотою Президії Верховної Ради УРСР, а у 1978 році вона була удостоєна високого звання лауреата премії Ленінського комсомолу, бригадир-десятикласниця Валентина Рябокінь удостоєна ордена «Знак пошани».